# Breedstaartparadijswida
De breedstaartparadijswida (Vidua obtusa) is een vogel uit de familie van de Viduidae.

## Verspreiding en leefgebied
Deze soort komt voor in centraal en zuidelijk Afrika, met name van noordelijk Angola tot Congo-Kinshasa, zuidwestelijk Oeganda, Kenia en het noordoosten van Zuid-Afrika.